# Powerhouse Museum
Le Powerhouse Museum est la branche principale du « Musée des Arts appliqués et de science de Sydney » (MAAS), l'autre étant l'« Observatoire historique de Sydney ».
Bien souvent décrit comme un musée des sciences, le Powerhouse Museum possède une collection variée qui englobe toutes sortes de technologies, y compris des arts décoratifs, de la science, de la communication, des transports, des costumes, des meubles, médias, la technologie informatique, la technologie spatiale et des moteurs à vapeur.
Il a existé sous diverses formes depuis plus de 125 ans, et est le foyer de quelque 400 000 objets, dont beaucoup sont affichés ou logés sur le site, que le musée occupe depuis 1988, et duquel il trouve son nom.

## Principales attractions

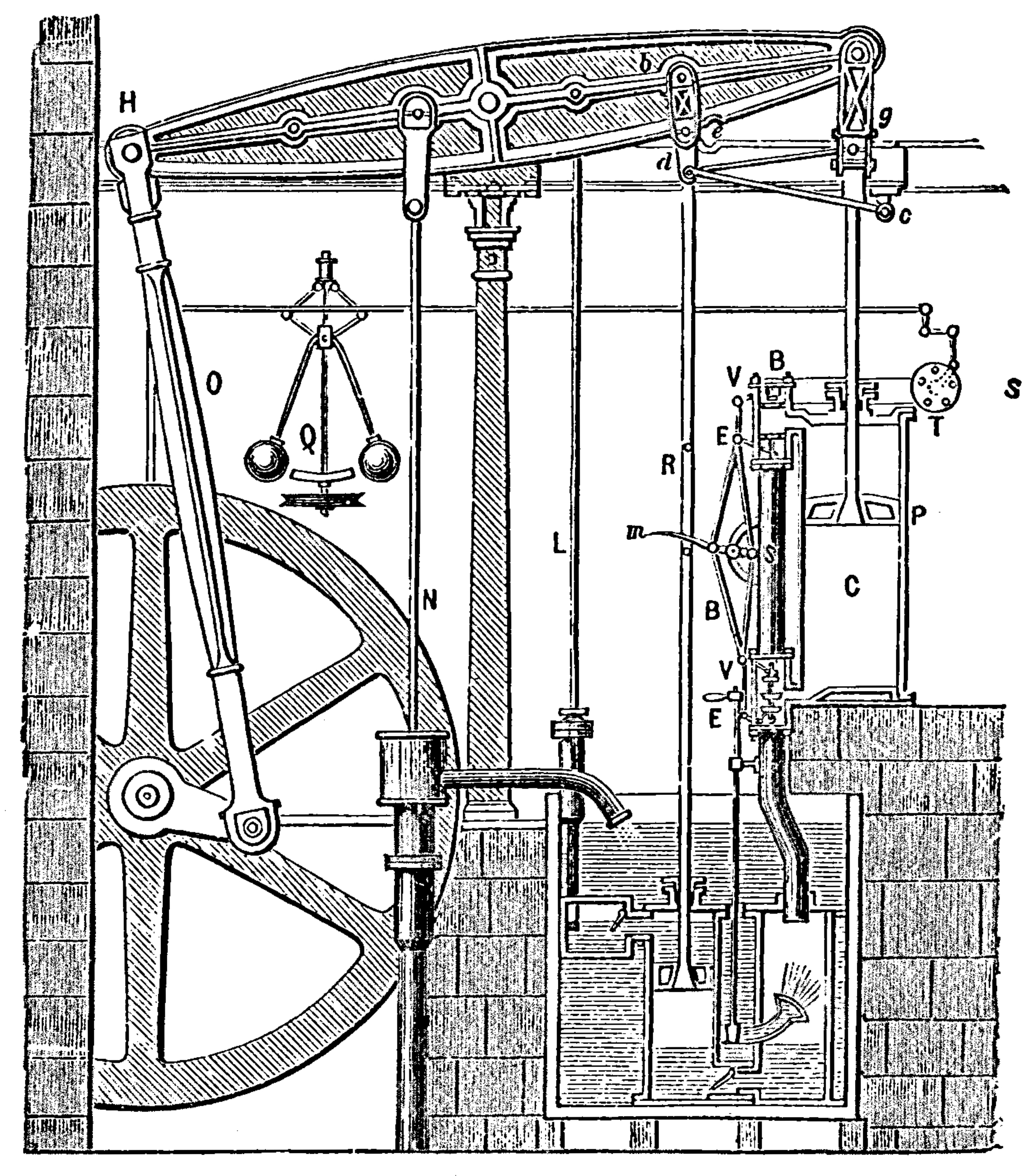
Moteur à vapeur conçu par Boulton & Watt, Angleterre, 1784.

Le Powerhouse Museum abrite un certain nombre de pièces uniques dont la plus ancienne machine à vapeur rotative opérationnelle dans le monde. Datant de 1785, elle est l'une des rares restantes, qui a été construite par Boulton & Watt et a été acquise à la brasserie Whitbread de Londres en 1888.
Une autre pièce maîtresse est la locomotive n ° 1, la première locomotive à vapeur utilisée pour le transport de passagers en Nouvelle-Galles du Sud, construite par Robert Stephenson en 1854.
La Strasburg Clock Model construite en 1887 par un horloger de Sydney, âgé de 25 ans du nom de Richard Smith. Il s'agit d'un modèle opérationnel de la célèbre horloge astronomique de Strasbourg dans la cathédrale de Strasbourg. Smith n'avait jamais vu l'originale quand il l'a construite, mais a travaillé à partir d'une brochure qui décrivait son chronométrage et des fonctions astronomiques.

## Expositions
- Cybermondes : ordinateurs et connexions
- L'espace
- La révolution par le moteur à vapeur
- Expérimentations : démontrant les aspects du magnétisme, de la lumière, l'électricité, le mouvement et les sens)
- Transports
- EcoLogic : Création d'un avenir durable